# Neroli Fairhall
Neroli Susan Fairhall MBE (Christchurch, 26 augustus 1944 - aldaar, 11 juni 2006) was een Nieuw-Zeelands boogschutter.
Fairhall was de eerste sporter die met een paraplegie deelnam aan de Olympische Spelen. Zij had de verlamming opgelopen door een motorongeluk toen ze vierentwintig was. Omdat ze in een rolstoel belandde kon ze niet meer aan paardensport doen en stapte ze over naar boogschieten. 
In 1980 werd ze gekwalificeerd voor de Olympische Spelen in Moskou, maar deed niet mee vanwege de boycot door 65 landen. Bij de Paralympische Spelen in Arnhem datzelfde jaar won ze de gouden medaille. Op de Gemenebestspelen in 1982 won ze opnieuw goud. Fairhall vertegenwoordigde Nieuw-Zeeland in 1984 op de Olympische Spelen in Los Angeles, maar viel buiten de prijzen.
Ze werd meerdere keren nationaal kampioen. In 2000 werd ze benoemd tot lid in de Orde van het Britse Rijk. Nadat ze zich terugtrok uit de actieve sport, bleef ze zich als coach inzetten voor het boogschieten.